# Bangarmau
Bangarmau ist eine Stadt im indischen Bundesstaat Uttar Pradesh.
Die Stadt ist Teil des Distrikts Unnao. Bangarmau hat den Status eines Nagar Palika Parishad. Die Stadt ist in 25 Wards gegliedert. Sie hatte am Stichtag der Volkszählung 2011 insgesamt 44.204 Einwohner, von denen 22.985 Männer und 21.219 Frauen waren. Hindus bilden mit einem Anteil von über 55 % die größte Gruppe der Bevölkerung in der Stadt gefolgt von Muslimen mit über 44 %. Die Alphabetisierungsrate lag 2011 bei 68,35 %.
Bangermau ist eine sehr alte Stadt am linken Ufer des Flusses Kalyani, einem Nebenfluss des Ganges. Es ist ein zentraler Punkt für den lokalen Agrarhandel, der die umliegenden Dörfer als Hauptmarkt dient.
Es gibt einen Tempel namens Baba Bodheswar westlich der Stadt. Bangermau ist deshalb ein Pilgerzentrum.